# هانس أورس فون بالتازار
هانس أورس فون بالتازار هو كاتب ومترجم سويسري، ولد في 12 أغسطس 1905 في لوسرن في سويسرا، وتوفي في 26 يونيو 1988 في بازل في سويسرا.

## وصلات خارجية
- هانس أورس فون بالتازار على موقع الموسوعة البريطانية (الإنجليزية)
- هانس أورس فون بالتازار على موقع مونزينجر (الألمانية)